# Luis Bar Boo
Luis Bar Boo (Vigo, 20 de marzo de 1927-ibidem, 30 de septiembre de 2001) fue un actor de cine español.
Comenzó a trabajar en el circo. Su carrera cinematográfica se inicia como actor y especialista de cine de acción, especialmente en los spaguetti westerns de los años 60, apareciendo a menudo como actor de reparto en cooproducciones que se rodaban en España. Casi siempre hacía de villano, gracias a su peculiar rostro marcado por una profunda cicatriz.
Más adelante se especializó en el cine de terror, especialmente con el director Jesús Franco.
Su representante legal fue Candice Kay, esposa del también actor Aldo Sambrell con quien coincidió en numerosos repartos.
Luis Bar Boo falleció en Vigo el 30 de septiembre de 2001, tras haber participado en más de 100 películas.

## Filmografía selecta
- Por un puñado de dólares
- Sugar Colt
- ¿Quién grita venganza?
- Arizona vuelve
- Un dólar para Sartana
- Marco Antonio y Cleopatra
- Drácula contra Frankenstein
- La maldición de Frankenstein
- El retorno del hombre lobo
- Conan el bárbaro
- La hoz y el Martínez
- El viento y el león
- Curro Jiménez (serie de TV)
- Pedro I el Cruel (serie de TV)
- Los ladrones van a la oficina (serie de TV)
- Los demonios